# Louis-Paul Rastouil
Louis-Paul Rastouil (* 8. Mai 1884 in Bonnieux; † 7. April 1966 in Limoges) war ein französischer römisch-katholischer Geistlicher und Bischof.

## Leben
Louis-Paul Rastouil studierte Theologie in Marseille und wurde 1908 zum Priester geweiht. Nach einem ersten Wirken in Arbeitervierteln machte er Kriegsdienst. Dann wirkte er in der Pfarrei Sacré-Coeur. Er zeigte sich als Pionier der Katholischen Aktion. Von 1938 bis zu seinem Tod 1966 (im Alter von 81 Jahren) war er Bischof von Limoges und nahm als solcher am  Zweiten Vatikanischen Konzil teil.
In der Zeit des Vichy-Regimes legte sich er mehrfach mit der Französischen Miliz an, deren Kollaboration mit den deutschen Besatzern ihm missfiel. Er protestierte gegen das Massaker von Oradour vom 10. Juni 1944 und wurde von der Miliz festgenommen, jedoch auf Befehl von Pierre Laval wieder freigelassen. Er gehörte zu der Minderheit französischer Bischöfe, die am 2. Juli 1944 nicht an den Beisetzungsfeierlichkeiten für den von der Résistance erschossenen Philippe Henriot teilnahmen.

## Veröffentlichungen
- Dans le sacerdoce du Christ. L'Apostolat des laïcs par la confirmation.  P. Lethielleux, Paris 1965.